# هيئة الاستثمار النيجيري السيادي
هيئة الاستثمار النيجيري السيادي هي مؤسسة نيجيرية تدير صندوق الثروة السيادية لنيجيريا ،  يودع فيه الفائض من الدخل الناتج من احتياطيات نيجيريا النفطية الزائدة. تم تأسيس صندوق الثروة السيادية هذا لغرض إدارة واستثمار هذه الأموال نيابة عن حكومة نيجيريا . بدأ صندوق الثروة عملياته في أكتوبر 2012 وتم إنشاؤه بموجب قانون هيئة الاستثمار السيادية في نيجيريا، والذي تم توقيعه في مايو 2011. والغرض من ذلك هو استثمار المدخرات المكتسبة من الفرق بين أسعار السوق المدرجة في الميزانية وأسعار النفط الفعلية لكسب عوائد تعود بالفائدة على الأجيال المقبلة من النيجيريين. تم تخصيص مبلغ أولي قدره مليار دولار أمريكي للصندوق في رأس المال الأولي. ومع ذلك، ساهمت الإدارة الحالية بمبلغ 0.5 مليار دولار.

## ثلاثة صناديق
يتكون صندوق الثروة السيادية النيجيري من ثلاثة صناديق أو نوافذ متميزة، ولكل منها أهداف استثمار وتنمية محددة. من أصل مليار دولار أولي، سيتم توزيع 85 في المائة من الأموال على النوافذ الثلاثة مع تخصيص 15 في المائة أو 150 مليون دولار غير مخصصة، لتخصيصها لأي من الصناديق الثلاثة حسب الحاجة في المستقبل. سيتم استثمار الأموال في الأوراق المالية المختلفة. تم تخصيص صندوق الاستقرار بنسبة 20 % مبدئيًا، بينما ذهب 32.5 % لكل منهما إلى جيل المستقبل وصناديق البنية التحتية في نيجيريا.

## روابط خارجية
- الموقع الرسمي لهيئة الاستثمار السيادي في نيجيريا
- سؤال وجواب مع أوش أورجي، الرئيس التنفيذي لهيئة الاستثمار السيادي في نيجيريا